# Södermanlands runinskrifter Fv1971;208
Södermanlands runinskrifter Fv1971;208 är en vikingatida runsten av gnejsgranit i Säby, Ösmo socken och Nynäshamns kommun. Stenens höjd är 1,5 meter och dess största bredd är 0,9 meter. Runornas höjd är 6-10 centimeter. Runologen Elisabeth Svärdström tolkade slutet på ristningen, "och Tora", som att Tora medverkat till minnesmärket, det vill säga att Vigmar och Tora tillsammans rest stenen till Kåres minne.

## Inskriften
Translitterering av runraden:
× uihmar · raisti · sten · þinsa · eftiʀ · kara · faþur · sin · auk þora ×
Normalisering till runsvenska:
Vigmarr ræisti stæin þennsa æftiʀ Kara, faður sinn, ok Þora.
Översättning till nusvenska:
Vigmar reste denna sten efter Kåre, sin fader, och Tora ...